# 탐라파르니
탐라파르니(산스크리트어로 "구리 잎이 있는" 또는 "붉은 잎의")는 스리랑카, 인도의 티루넬벨리, 그리고 타밀나두주의 티루넬벨리를 흐르는 탐미라바라니강을 포함한 여러 다른 장소의 옛 이름이다.

## 스리랑카의 이름으로서
기원전 3세기 인도 황제 아소카의 암각 비문에는 그의 해외 사절단과 관련하여 탐라파르니(탐바판니로)라는 단어가 언급되어 있다. 한 비문에는 그의 담마 비자야(담마를 통한 승리)가 초다(촐라 왕조)와 파다(판디아 왕조)의 국경 왕국과 탐바판니까지 퍼졌다고 명시되어 있다. 이는 스리랑카의 불교 연대기에 따르면 전설적인 왕 비자야의 통치 기간 동안 탐마판니라는 항구 도시가 세워졌다고 언급되어 있기 때문에 스리랑카를 지칭하는 것으로 보인다. 이 도시는 비자야의 후계자 판두바스데바 통치 기간 동안 "탐메나"로 불렸고, 아소카의 선교사 아들 마헨드라 통치 기간 동안 "탐마판니"로 불렸다. 이 연대기에 따르면, 이 장소는 마헨드라의 피부에 먼지가 달라붙어 구리색으로 보였기 때문에 그렇게 불렸다고 한다. 이 이름은 이후 스리랑카 전체 섬에 적용되었다.
한 이론에 따르면, 스리랑카의 고대 그리스 이름인 "타프로바네"는 "탐라파르니"라는 단어에서 유래했다. 이 이름은 스리랑카의 "구리색" 해안을 가리키는 것일 수 있으며, 팔리어 "탐바판니"를 통해 그리스어에 유입되었을 수 있다. 아소카의 할아버지인 찬드라굽타에게 파견된 그리스 대사 메가스테네스는 타프로바네를 본토와 강으로 분리되어 있으며 "인도보다 금과 큰 진주가 더 많이 생산된다"고 묘사했다. 이는 스리랑카를 가리키는 것으로 보인다. 고대 그리스(클라우디우스 프톨레마이오스 "지오그래피아", 기원후 150년)가 그린 세계 지도에는 인도 아대륙 남쪽에 위치한 거대한 섬이 그리스어로 "타프로바네"로 언급되어 있으며, 현대 역사가들은 이를 스리랑카섬으로 식별한다.

## 강의 이름으로서
"탐라파르니"라는 이름은 스리랑카의 이름으로 사용된 후 비교적 나중에 티루넬벨리와 그곳을 흐르는 강에 적용되었다. 역사가 R. 샴파칼락슈미는 산스크리트어 "탐라파르니"와 프라크리트어 "탐바판니"가 타밀어 단어 "탄 포루나이"를 번역한 것이라고 이론화한다. 이 이론에 따르면, 탐미라바라니강은 원래 "탄 포루나이"(문자적으로 "시원한 토디")로 알려져 있었다. 이 강 이름은 고대 타밀 시집인 에투토카이에 나타난다.